# Tahar El Khalej
Tahar El Khalej (Marrakesh, 16 juni 1968) is een Marokkaans voormalig profvoetballer die doorgaans als verdediger of verdedigende middenvelder speelde. Hij kwam uit voor clubs als Kawkab Marrakech, SL Benfica en Southampton FC. El Khalej speelde tussen 1990 en 2002 eenenzestig wedstrijden voor het Marokkaans voetbalelftal.

## Clubcarrière
El Khalej werd geboren in Marrakesh en begon in 1990 zijn carrière bij Kawkab Marrakech, waar hij vier seizoenen speelde en hen hielp een landstitel en twee nationale bekers te winnen. In 1994 verhuisde hij naar Portugal om te tekenen bij UD Leiria, destijds gepromoveerd tot het eerste niveau. Hij debuteerde op 22 oktober 1994 tegen Vitória de Guimarães en werd vaak gebruikt als middenvelder naast Mário Artur en Abel. Na twee seizoenen in Leiria kwam El Khalej in 1997 bij SL Benfica. Hij debuteerde op 9 september 1997 en vergaarde bijna 100 wedstrijden, maar won met de club geen prijs.
Met de komst van Jupp Heynckes verloor El Khalej zijn basisplaats en speelde slechts 4 competitiewedstrijden waarvan twee als invaller, in het seizoen 1999-2000, dus verkaste hij in 2000 voor £ 350.000 naar Southampton FC. Hij scoorde bij zijn debuut in een 7-2 nederlaag tegen Tottenham Hotspur op 11 maart 2000. Geconfronteerd met zware concurrentie als centrale verdediger van Claus Lundekvam en Dean Richards, werd hij later tewerkgesteld in een middenveldrol.
Een van zijn meer opvallende momenten was tijdens een wedstrijd tegen Newcastle op 12 mei 2002, waar hij een roekeloze overtreding maakte op Kieron Dyer, wat hem een rode kaart opleverde. Dyer raakte daarna maandenlang geblesseerd en bedreigde Tahar met gerechtelijke stappen als Dyer het WK 2002 zou missen, wat niet is gebeurd. In januari 2003 verhuisde El Khalej naar Charlton Athletic voor een deal van zes maanden na 65 optredens voor Southampton, met vier doelpunten.
Hij speelde nog drie wedstrijden voor Charlton Athletic voordat hij in 2003 een punt achter zijn carrière zette.

## Interlandcarrière
El Khalej was voor Marokko actief op het WK 1994. Hij speelde daar twee wedstrijden. Ook was hij te zien op het WK 1998. Daarop speelde hij drie wedstrijden.
Verder was hij ook te zien op de Afrika Cup 1998 en de Afrika Cup 2000.
In totaal speelde hij 99 interlands waarin hij 10 keer scoorde.